# Bayerisch-Tschechische Grenzstellung
Bei der Bayerisch-Tschechischen Grenzstellung handelte es sich um eine aus knapp 100 Bunkern bestehende Verteidigungsanlage aus den 1930er Jahren. Die im einfachen Sperrausbau ohne Gliederung in die Tiefe errichtete Stellung reichte vom nördlich gelegenen Selb bis zum südlicheren Eslarn. Die dabei errichteten Bunker wiesen Wandstärken zwischen 60 cm und 1 m auf und zeigten in ihren Grundrissen relativ einfache Strukturen.
Nach dem Krieg wurden fast alle Anlagen gesprengt und später abgerissen, so dass heute kaum noch etwas auf diese Verteidigungsanlage hinweist.